# Juan Nicolasora Nilmar
Juan Nicolasora Nilmar, auch Juan N. Nilmar (* 24. August 1916 in Miagao, Provinz Iloilo Philippinen; † 18. Oktober 2007) war Bischof von Kalibo auf den Philippinen.

## Leben
Juan Nicolasora Nilmar empfing die Priesterweihe am 29. Juni 1942. Er war Generalvikar in Jaro. 1959 wurde er von Papst Johannes XXIII. zum Titularbischof von Zapara ernannt und zum Weihbischof im Erzbistum Jaro bestellt. Die Bischofsweihe spendeten ihm Erzbischof Teofilo Camomot Bastida sowie Bischof Epifanio Surban Belmonte und Erzbischof Antonio José Frondosa. 1967 ernannte ihn Papst Paul VI. zum Koadjutor-Bischof im Erzbistum Davao. 1970 folgte die Bestellung zum Weihbischof im Bistum Tagbilaran, 1976 die Ernennung zum ersten Bischof des Bistums Kalibo. 1992 wurde seinem Rücktrittsgesuch von Johannes Paul II. stattgegeben.